# Fondo (Trento)
Fondo és un municipi italià, dins de la província de Trento. L'any 2007 tenia 1.467 habitants. Limita amb els municipis d'Eppan an der Weinstraße (BZ), Brez, Castelfondo, Malosco, Ronzone, Sarnonico i Unsere Liebe Frau im Walde-St. Felix (BZ).

## Administració
| Període | Identitat    | Partit        |
| ------- | ------------ | ------------- |
| 2004-   | Bruno Bertol | Llista cívica |